# Fortalezius
Fortalezius is een geslacht van hooiwagens uit de familie Cosmetidae.
De wetenschappelijke naam Fortalezius is voor het eerst geldig gepubliceerd door Roewer in 1947. 

## Soorten
Fortalezius is monotypisch en omvat slechts de volgende soort:
- Fortalezius excellens